# Zòpir de Bizanci
Zòpir de Bizanci (en llatí Zopirus, en grec antic Ζώπυρος) era un historiador grec nascut a Bizanci.
Segons Plutarc, va ser probablement l'autor de l'obra Μιλήτου κτίσις (La fundació de Milet) del que un escoliasta d'Homer en menciona el quart llibre.
Estobeu esmenta dos versos d'un Zòpir i fa un extracte d'una obra titulada Theseis, però no es pot assegurar si es tracta del mateix personatge o de dos personatges diferents.